# Kyle Mayers

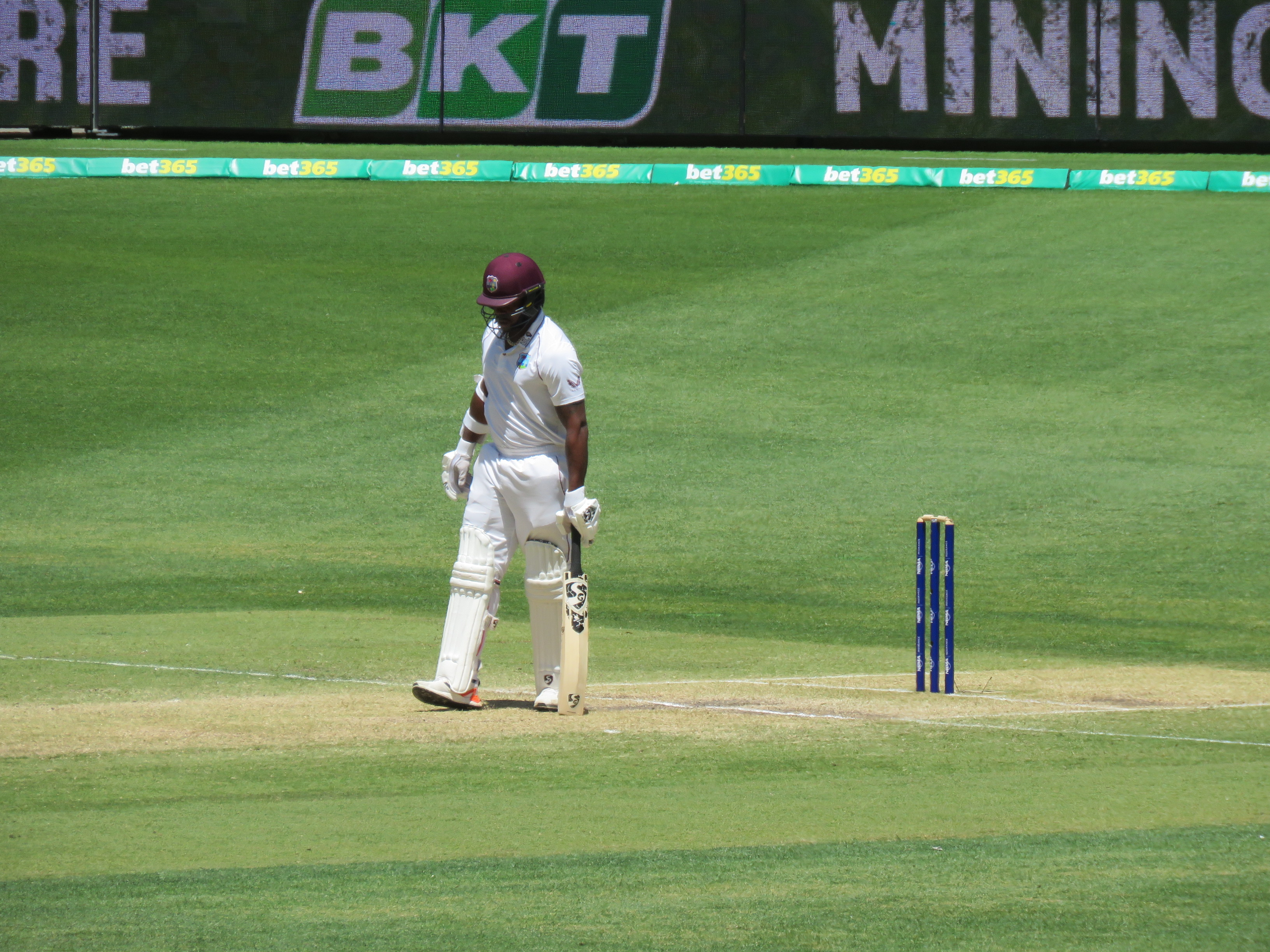
Kyle Myers (2022)

Kyle Rico Mayers (* 8. September 1992 in Bridgetown, Barbados) ist ein Cricketspieler aus Trinidad und Tobago, der seit 2020 für das West Indies Cricket Team spielt.

## Kindheit und Ausbildung
Mayers ist Sohn von Shirley Clarke der ebenfalls First-Class-Cricket spielte. Er durchlief die Jugendmannschaften der West Indies und war Teil des Teams bei der ICC U19-Cricket-Weltmeisterschaft 2012.

## Aktive Karriere
Nach guten Leistungen im nationalen Cricket für Barbados in der Saison 2019/20 weckte er das Interesse bei den Selektoren der West Indies. Nachdem er für die Barbados Tridents in der Caribbean Premier League 2020 herausragte, wurde er ins Nationalteam berufen. Sein Twenty20-Debüt gab er im November 2020 in Neuseeland. Kurz darauf gab er dann bei der Tour in Bangladesch sein Debüt im Test- und ODI-Cricket. In seinem ersten Test gelang ihm mit 210 Runs aus 310 Bällen im zweiten Innings ein Double Century, mit dem er den Sieg der West Indies sicherte und als Spieler des Spiels ausgezeichnet wurde. In der folge wurde er zunächst vorwiegend im Test-Cricket eingesetzt. Im März erreichte er gegen Sri Lanka zwei Half-Centuries (52 und 55 Runs) in den beiden Tests. Im Sommer gelang ihm dann im zweiten Test gegen Südafrika zwei Mal 3 Wickets (3/28 und 3/24). Im März 2022 konnte er dann gegen England im dritten Test mit 5 Wickets für 18 Runs sein erstes Five-for erzielen.
Im Sommer erzielte er in den Niederlanden im dritten ODI ein Century über 120 Runs aus 106 Bällen und wurde als Spieler des Spiels ausgezeichnet. Daraufhin kam Bangladesch in die West Indies und Mayers erreichte im zweiten Test ein Century über 146 Runs aus 208 Bällen, wofür er als Spieler des Spiels und er Serie ausgezeichnet wurde. In den Twenty20s folgte dann ein weiteres Fifty über 55 Runs. In der folgenden Tour gegen Indien erzielte er jeweils ein Half-Century in den ODIs (75 Runs) und Twenty20s (73 Runs). Zum Abschluss der Saison erreichte er dann noch einmal ein Century über 105 Runs aus 110 Bällen in den ODIs gegen Neuseeland.